# Álvaro Fernández-Llamazares Onrubia
Álvaro Fernández-Llamazares (Barcelona, 1988) és un etnobiòleg català especialitzat en l'estudi dels pobles indígenes i les seves contribucions a la conservació de la biodiversitat.

## Obra
La seva recerca ha contribuït a avançar el coneixement científic sobre el paper dels Pobles Indígenes en la conservació de la biodiversitat, a través d'anàlisis geoespacials, i consolidar metodologies empíriques per documentar els canvis en els sistemes de coneixement ecològic tradicional. Els seus treballs es basen en el treball de camp etnogràfic amb comunitats indígenes i locals a països com Bolívia, Kenya o Madagascar. Ha publicat més de noranta articles científics, en revistes com ara Nature, Trends in Ecology and Evolution, Current Biology, Global Environmental Change, People and Nature, o Conservation Letters, entre d'altres.
Ha participat en diferents processos intergovernamentals sobre biodiversitat en el marc de les Nacions Unides. La seva recerca ha estat fortament vinculada al treball de la Plataforma Intergovernamental Científic-Normativa sobre Biodiversitat i Serveis Ecosistèmics (IPBES). És un dels 145 autors de l'Informe Global sobre Biodiversitat i Serveis Ecosistèmics del IPBES.
Ha participat en nombrosos vídeos de difusió sobre la seva recerca en l'àmbit de la etnobiología com “Stories of the Amazon”, que destacava els principals resultats de la seva recerca amb comunitats indígenes a l'Amazònia o “Escoltant el que ens diuen les plantes del Pirineu català”, presentat el 2024 a Camprodon.
A l'any 2022 va protagonitzar el llargmetratge documental “Shepherds of the Earth” (Pastors de la Terra) de la realitzadora cinematogràfica finlandesa Iiris Härmä. Aquesta pel·lícula documenta el seu treball etnogràfic amb la comunitat daasanach del nord de Kenya.

## Premis i reconeixements
2023 Guanyador d'una ERC Starting Grant del Consell Europeu de Recerca.
2019 Premi Extraordinari de Doctorat de la Universitat Autònoma de Barcelona.
2015 Premi Ciències Ambientals, categoria Recerca, del Col·legi d'Ambientòlegs de Catalunya.
2014 Premi Olli de la Universitat de Hèlsinki, Finlàndia.